# Gębal uszaty
Gębal uszaty (Batrachostomus auritus) – gatunek średniej wielkości ptaka z rodziny paszczaków (Podargidae), występujący w Azji Południowo-Wschodniej. Narażony na wyginięcie. Nie wyróżnia się podgatunków.

## Występowanie i biotop
Gębal uszaty występuje w Azji Południowo-Wschodniej, od południowej Tajlandii, przez Malezję, po wyspę Sumatrę i Borneo. Zasiedla lasy nizinne. Występuje co najmniej do 250 m n.p.m., być może nawet do 1000 m n.p.m.

## Morfologia
Długość ciała około 41 cm. Upierzenie ciemne, brązowo-rdzawe z białymi plamami wokół szyi i na skrzydłach. Dziób zakrywają sterczące nitkowane pióra. Samice są mniejsze od samców z mniej intensywnym ubarwieniem.

## Ekologia i zachowanie

### Tryb życia
Gębale uszate są ptakami aktywnymi w nocy, aktywność rozpoczynają po zmierzchu. Mają szerokie otwory gębowe, które ułatwiają im chwytanie pożywienia.

### Pożywienie
Pokarm stanowią bezkręgowce np. pasikoniki i cykady.

### Lęgi
Samica składa 1 białe jajo do wyściełanego puchem gniazda na drzewie.

## Status
Międzynarodowa Unia Ochrony Przyrody (IUCN) od 2023 roku uznaje gębala uszatego za gatunek narażony (VU, Vulnerable); wcześniej klasyfikowała go jako gatunek bliski zagrożenia (NT, Near Threatened). Liczebność światowej populacji nie została oszacowana; w Tajlandii ptak ten jest skrajnie rzadki, w części Malezji położonej na Półwyspie Malajskim – rzadki, na Borneo – bardzo rzadki i występujący lokalnie, zaś na Sumatrze prawdopodobnie zawsze był rzadki. Trend liczebności populacji uznawany jest za silnie spadkowy z powodu utraty siedlisk.